# 侯景攻三吴之战
侯景攻三吴之战，549年（南梁太清三年）三月至十二月，南梁丞相侯景派将攻夺三吴获胜的作战。
吴郡、吴兴郡、会稽郡三郡为三吴，相当今江苏太湖以东、以南和浙江绍兴市、宁波市一带。549年初，侯景攻占台城（今江苏南京玄武湖南）后，三月末，派于子悦率兵数百攻打吴郡（今江苏苏州市），当地豪族陆映公害怕作战不胜，资财被掠，劝太守袁君正准备米、牛、酒迎降，于子悦俘袁君正，大加掠夺。民众纷纷筑城堡反抗。五月，侯景任命厢公苏单于为吴郡太守，派仪同宋子仙进军钱塘。新城（今浙江杭州市境）守将戴僧惕据城防守。六月，吴民陆缉等起兵攻打吳都，斩杀苏单于。七月，宋子仙自钱塘（今浙江杭州南）回军攻陆缉，陆缉弃城逃奔海盐（今浙江嘉兴市东南）。吴兴（今浙江吴兴市）兵力较弱，侯景派中军都督侯子鉴等攻吴兴，吴兴太守张嵊被俘。十月，侯景派宋子仙自吳郡攻钱塘，戴僧惕投降。宋子仙渡过浙江攻会稽（今浙江绍兴市），萧纶逃到鄱阳（今江西波阳县）。十二月，会稽郡守将南郡王萧大连也弃城逃走，其司马留异率部降于宋子仙，并引宋子仙所部追俘萧大连。至此，三吴尽为侯景占领。